# Matalajärvi (sjö i Kouvola, Kymmenedalen, 61,21 N, 26,92 Ö)
Matalajärvi är en sjö i kommunen Kouvola i landskapet Kymmenedalen i Finland. Sjön ligger 108,2 meter över havet. Arean är 59 hektar och strandlinjen är 6,23 kilometer lång. Sjön  ingår i Kymmene älvs huvudavrinningsområde.   Den ligger omkring 82 km norr om Kotka och omkring 160 km nordöst om Helsingfors. 